# 쇼헤이 지진

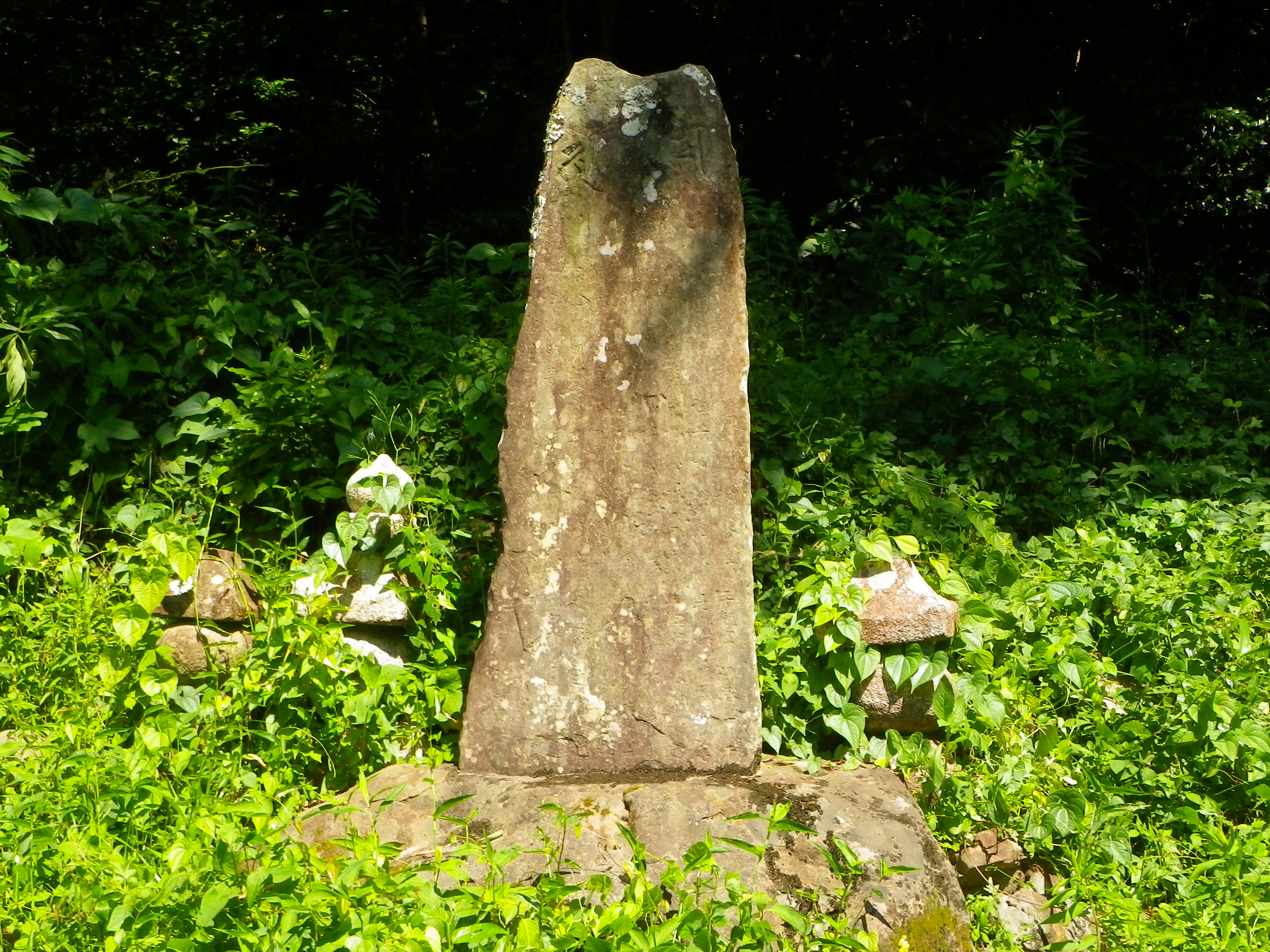
由岐町康暦碑 (正平津波)

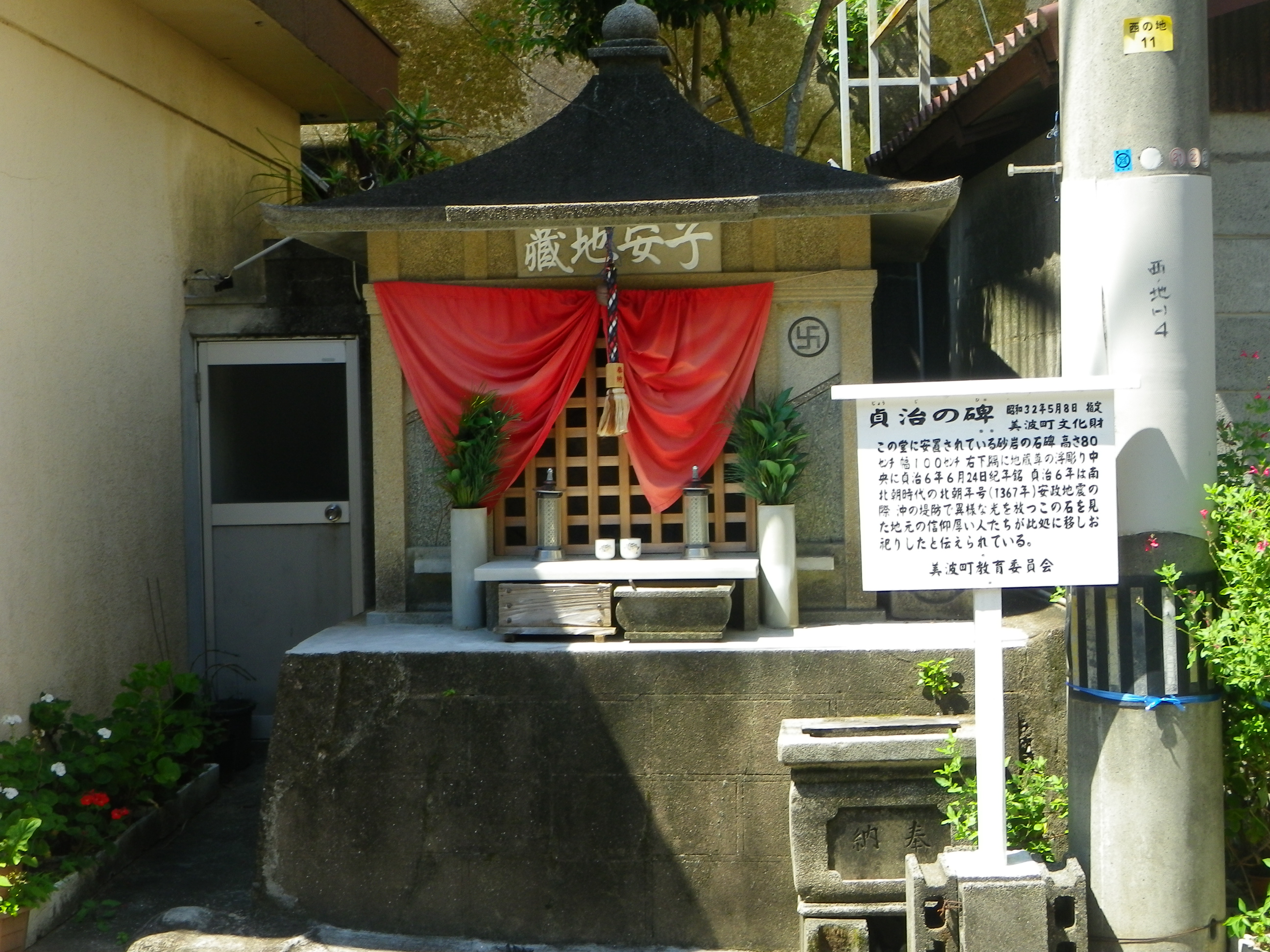
由岐 貞治の碑

쇼헤이 지진(일본어: 正平地震)은 1361년 7월 26일(8월 3일, 쇼헤이 16년, 고안 원년)에 일본에서 발생한 지진이다. 난카이 해곡에서 발생한 지진으로 추정되고있다. 지진 규모는 M8.25-8.5. 태평기 등의 기록에선 1361년 난카이 해역에서 지진이 발생해 셋쓰국, 아와국을 중심으로 큰 피해를 입었다고 기록되어 있다. 또한 이 시기를 전후하여 도카이 해역에 지진이 일어났을 것이라 추정하는 학자들도 있다. 스루가만이 진원역에 포함되었는지는 불명이다. 이세 신궁의 신궁문서 기록에선 도난카이 지진의 진원역에서도 지진이 일어났던 것으로 추정된다.

## 같이 보기
- 일본의 지진 목록
- 난카이 해곡

## 참고 문헌
- 石橋克彦 (1998년). “1361年正平南海地震に対応する東海地震の推定” (PDF). 《日本地震学会講演予稿集1998年度秋季年回》 (일본어): 125. 2018년 10월 14일에 확인함.